# تال‌منزویل (ویرجینیای غربی)
تال‌منزویل (به انگلیسی: Tallmansville) یک منطقهٔ مسکونی در ایالات متحده آمریکا است که در شهرستان آپشور، ویرجینیای غربی واقع شده‌است. تال‌منزویل ۴۱۸ نفر جمعیت دارد.